# Pieter van Orley
Pieter (ou Pierre) van Orley, né le 7 mai 1638 et mort après 1708 à Bruxelles, est un peintre paysagiste et miniaturiste de l'École flamande.

## Biographie
Descendant de la famille luxembourgeoise des seigneurs d'Ourle ou d'Orley, il est le fils de Hieronymus ou Jérôme II van Orley et de Barbe Caulaert, frère de Jérôme III, de Franz et de Richard I.
Le 18 février 1661 il épouse Josine Criex de qui il a quatre enfants dont deux fils, Richard II van Orley peintre, et Jan ou Jean van Orley, peintre et graveur. Une fille, Marie-Anne van Orley qui épouse De Haese d'activité inconnue, lesquels ont un seul enfant, Maximilien De Hease, héritier de ses deux oncles et dernier descendant de cette lignée d'artistes.
Doyen de la corporation de Guilde de Saint-Luc en 1678 et 1688, il fait partie du Magistrat de la ville en qualité de conseiller; receveur en 1698 et 1699, il décède après 1708.
Deux miniatures sur parchemin, signées et datées 1702 par lui, sont conservées au Musée de Bâle.